# Madrid Challenger 1999
Il Madrid Challenger 1999 è stato un torneo di tennis facente parte della categoria ATP Challenger Series nell'ambito dell'ATP Challenger Series 1999. È stata l'unica edizione del torneo e si è giocato a Madrid in Spagna dal 9 agosto al 15 1999 su campi in cemento.

## Vincitori

### Singolare
Ota Fukárek ha battuto in finale  Gouichi Motomura con il punteggio di 6–2, 6–7, 7–5

### Doppio
Thomas Shimada /  Myles Wakefield hanno battuto in finale  David DiLucia /  Stefano Pescosolido con il punteggio di 6–3, 7–6